# سوق الكريمية
سوق الكريمية هو أحد الأسواق المركزية المهمة في ليبيا. ويخدم السوق كامل المنطقة الغربية كما يخدم بعض المناطق الجنوبية، يقع السوق في  الكريمية ويتبع إدارياً بلدية السواني بمحافظة العزيزية، أُنشئ السوق في الثمانينات واتخذ اسم «الكريمية» لتواجده في منطقة الكريمية.